# العلاقات البيروية الميانمارية
العلاقات البيروفية الميانمارية هي العلاقات الثنائية التي تجمع بين بيرو وميانمار.

## مقارنة بين البلدين
هذه مقارنة عامة ومرجعية للدولتين:
| وجه المقارنة                                              | بيرو                                   | ميانمار          |
| --------------------------------------------------------- | -------------------------------------- | ---------------- |
| المساحة (كم2)                                             | 1.29 مليون                             | 676.58 ألف       |
| عدد السكان (نسمة)                                         | 32.16 مليون                            | 53.37 مليون      |
| الكثافة السكانية (ن./كم²)                                 | 24.93                                  | 78.88            |
| العاصمة                                                   | ليما                                   | نايبيداو، يانغون |
| اللغة الرسمية                                             | اللغة الإسبانية، اللغة الأيمرية، كتشوا | اللغة البورمية   |
| العملة                                                    | سول بيروفي جديد                        | كيات ميانماري    |
| الناتج المحلي الإجمالي (بليون دولار)                      | 211.39 مليار                           | 69.32 مليار      |
| الناتج المحلي الإجمالي (تعادل القوة الشرائية) بليون دولار | 393.13 مليار                           | 282.95 مليار     |
| الناتج المحلي الإجمالي الاسمي للفرد دولار أمريكي          | 6.03 ألف                               | 1.16 ألف         |
| الناتج المحلي الإجمالي للفرد دولار أمريكي                 | 11.99 ألف                              |                  |
| مؤشر التنمية البشرية                                      | 0.740                                  | 0.536            |
| رمز المكالمات الدولي                                      | +51                                    | +95              |
| رمز الإنترنت                                              | .pe                                    | .mm              |
| المنطقة الزمنية                                           | توقيت بيرو، 00                         | ت ع م+06:30      |

## منظمات دولية مشتركة
يشترك البلدان في عضوية مجموعة من المنظمات الدولية، منها:
| علم المنظمة | اسم المنظمة                        | تاريخ انضمام بيرو | تاريخ انضمام ميانمار |
| ----------- | ---------------------------------- | ----------------- | -------------------- |
|             | مؤسسة التنمية الدولية              | 30 أغسطس 1961     | 5 نوفمبر 1962        |
|             | المنظمة الهيدروغرافية الدولية      | ?                 | ?                    |
|             | مؤسسة التمويل الدولية              | 20 يوليو 1956     | 3 ديسمبر 1956        |
|             | منظمة حظر الأسلحة الكيميائية       | ?                 | ?                    |
|             | يونسكو                             | 21 نوفمبر 1946    | 27 يونيو 1949        |
|             | الأمم المتحدة                      | 31 أكتوبر 1945    | 19 أبريل 1948        |
|             | الاتحاد الدولي للاتصالات           | 12 يوليو 1915     | 15 سبتمبر 1937       |
|             | منظمة الشرطة الجنائية الدولية      | ?                 | ?                    |
|             | البنك الدولي للإنشاء والتعمير      | 31 ديسمبر 1945    | 3 يناير 1952         |
|             | الاتحاد البريدي العالمي            | ?                 | ?                    |
|             | وكالة ضمان الاستثمار متعدد الأطراف | 2 ديسمبر 1991     | 16 ديسمبر 2013       |
|             | منظمة التجارة العالمية             | ?                 | ?                    |

## وصلات خارجية
- موقع وزارة الخارجية البيروفية
- موقع وزارة الخارجية الميانمارية